# 安德拉日·韦霍瓦尔
安德拉日·韦霍瓦尔（1972年3月1日—），斯洛文尼亚男子皮划艇运动员。他曾代表斯洛文尼亚参加1996年夏季奥林匹克运动会皮划艇比赛，获得男子单人皮艇激流银牌。